# Mellah

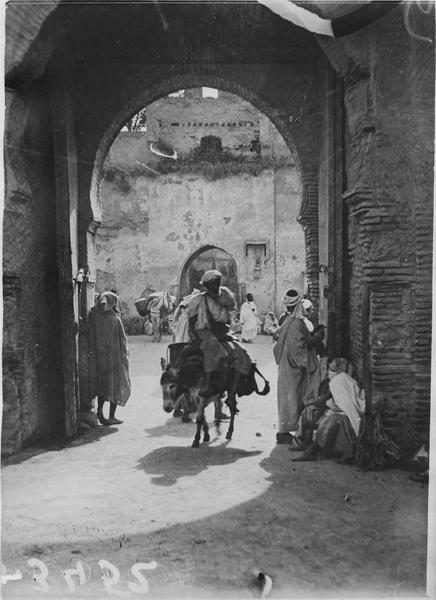
De ingang van de mellah in Fez, 1916.

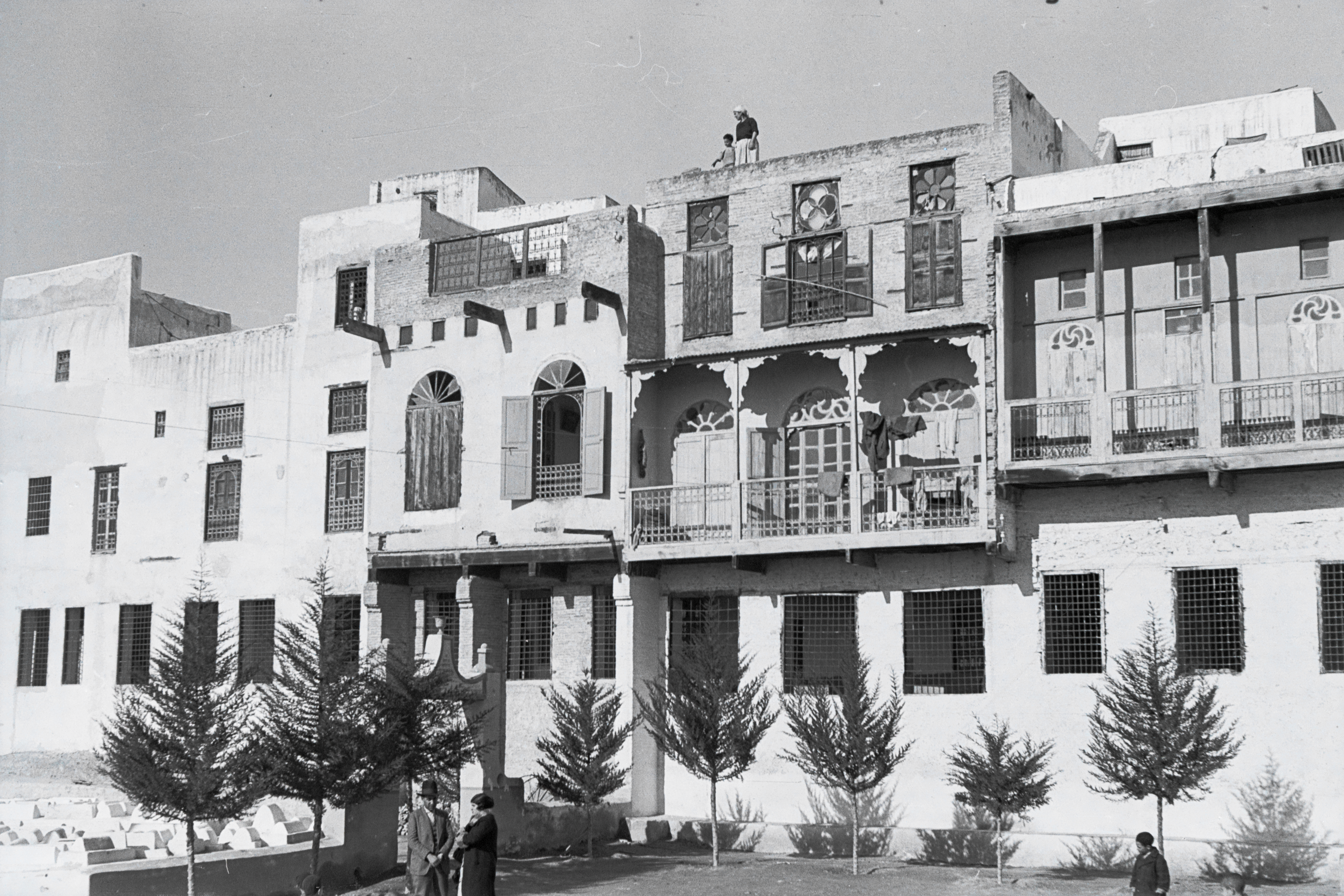
Joodse huizen in Fez, 1932.

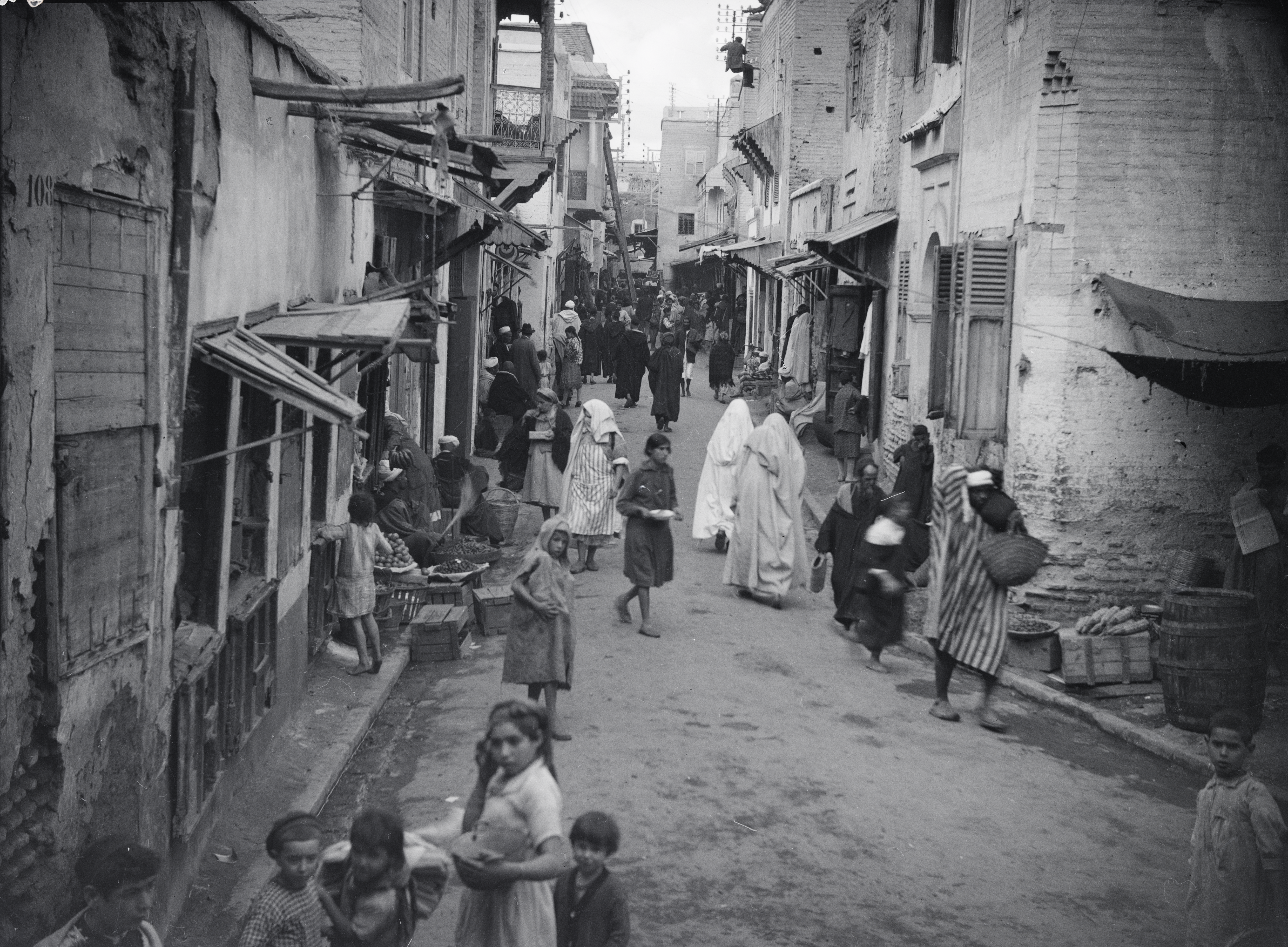
De mellah van Marrakesh, circa 1930.

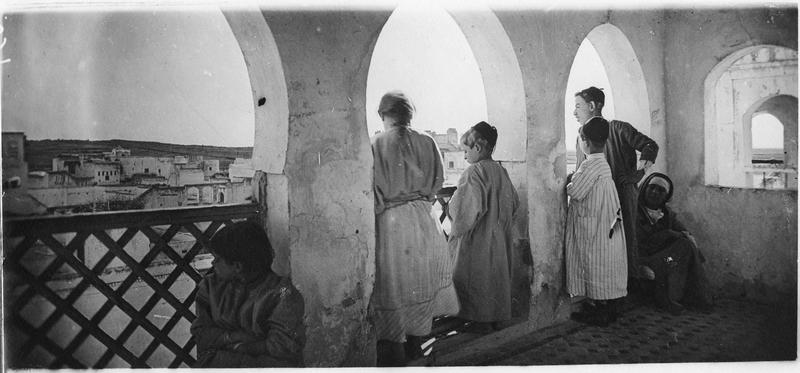
De mellah van Meknes, gezien vanaf een terras, circa 1916.

Een mellah (Arabisch: ملاح; Hebreeuws: מלאח) is een Joodse wijk van een stad in Marokko. Vanaf de 15e eeuw en vooral sinds het begin van de 19e eeuw waren Joodse gemeenschappen in Marokko gedwongen om in dergelijke buurten te wonen. De term wordt ten onrechte vaak verward met de Europese getto.
In steden werd een mellah vaak omringd door een muur met een versterkte poort. Meestal lag zo'n wijk in de buurt van het koninklijk paleis of de residentie van de gouverneur, om de inwoners te beschermen tegen terugkerende rellen, aangezien de Joden een vitale rol speelden in de lokale economie. Daarentegen waren landelijke mellah's afzonderlijke dorpen die uitsluitend door Joden werden bewoond en daardoor niet (actief) werden beschermd.
Volgers onderzoekers had het ontstaan van de mellah bredere politieke beweegredenen. Het zou niet uitsluitend om bescherming gaan, maar ook om controle. De heersers wilden mogelijk de ambachtelijke vaardigheden van Joden 'afkijken' en leren van hun commerciële relaties in Europa.

## Etymologie
De benaming vindt zijn oorsprong in de Marokkaanse stad Fez. Daar werd in 1438 de eerste Joodse wijk gebouwd. In eerste instantie stond deze buurt bekend onder de naam Hims. Maar vanwege zowel de zoutwaterbron als het zoutmagazijn op die locatie werd het in de volksmond al gauw de mellah genoemd. De letterlijke betekenis van het Arabische woord mellah is 'zout' of 'zoutgebied'. De benaming had oorspronkelijk geen negatieve connotatie, maar was eerder een lokaal toponiem. Niettemin ontstond er door de eeuwen heen een populaire uitleg: 'zoutgebied' zou 'vervloekte grond' betekenen. Dit is echter onjuist.

## Achtergrond
De 15e eeuw was een tijd van politieke instabiliteit. Grote veranderingen in de gemeenschap vonden plaats toen in 1492 de Spaanse kroon alle Joden uit Spanje verdreef en Portugal in 1497 hetzelfde deed. Door de grote aantallen Joden die vanuit het Iberisch Schiereiland naar Fez en de rest van Noord-Afrika migreerden, vergrootten de Joodse bevolking aanzienlijk en veranderden ook haar sociale, etnische en taalkundige samenstelling.
Het concept van de mellah ontstond toen Joden tijdens de Spaanse Inquisitie naar Marokko waren gevlucht. Men zou destijds hebben gedacht dat als alle Joden fysiek bij elkaar zijn, het gemakkelijker is om bescherming te bieden. De keerzijde was dat Joden in verband werden gebracht met etnische afwijkingen, lichamelijke misvormingen en ziekten. Om die reden werden ze gescheiden van de christelijke en moslimbevolking, en werd het bestaan van de mellah op die manier eveneens gerechtvaardigd.
Een tijdje bleef de mellah van Fez de enige. De tweede mellah werd pas in de tweede helft van de 16e eeuw gecreëerd in Marrakesh, dat in tussentijd Fez had vervangen als de hoofdstad van Marokko. Ook in Marrakesh hadden de Joden al lange tijd naast de moslimbevolking geleefd. Velen van hen waren afkomstig uit de Atlasgebergte.
De derde mellah van Marokko volgde pas in 1682, toen de Joodse bevolking van Meknes naar de zuidwestkant van de stad werd verplaatst, wederom naast een koninklijk gebouw.
In de 19e eeuw waren mellah's in vrijwel alle steden terug te vinden.

## Architectuur
Tijdens de 16e en 17e eeuw was de mellah een van de belangrijkste commerciële gebieden van de stad. Het was een ommuurde wijk, waarvan de poorten 's nachts gesloten waren. Naast woningen telde het meerdere synagogen, koosjere markten en een begraafplaats. Een synagoge faciliteerde een breed scala aan Joodse gemeenschappelijke behoeften, waaronder onderwijs en rituele baden. De meeste synagogen in de mellah waren slechts reeds bestaande kamers in privéwoningen, die door de eigenaren waren omgebouwd tot gebedshuizen. Als gevolg hiervan woonde bijna iedereen op een steenworp afstand van een synagoge.

## Galerij

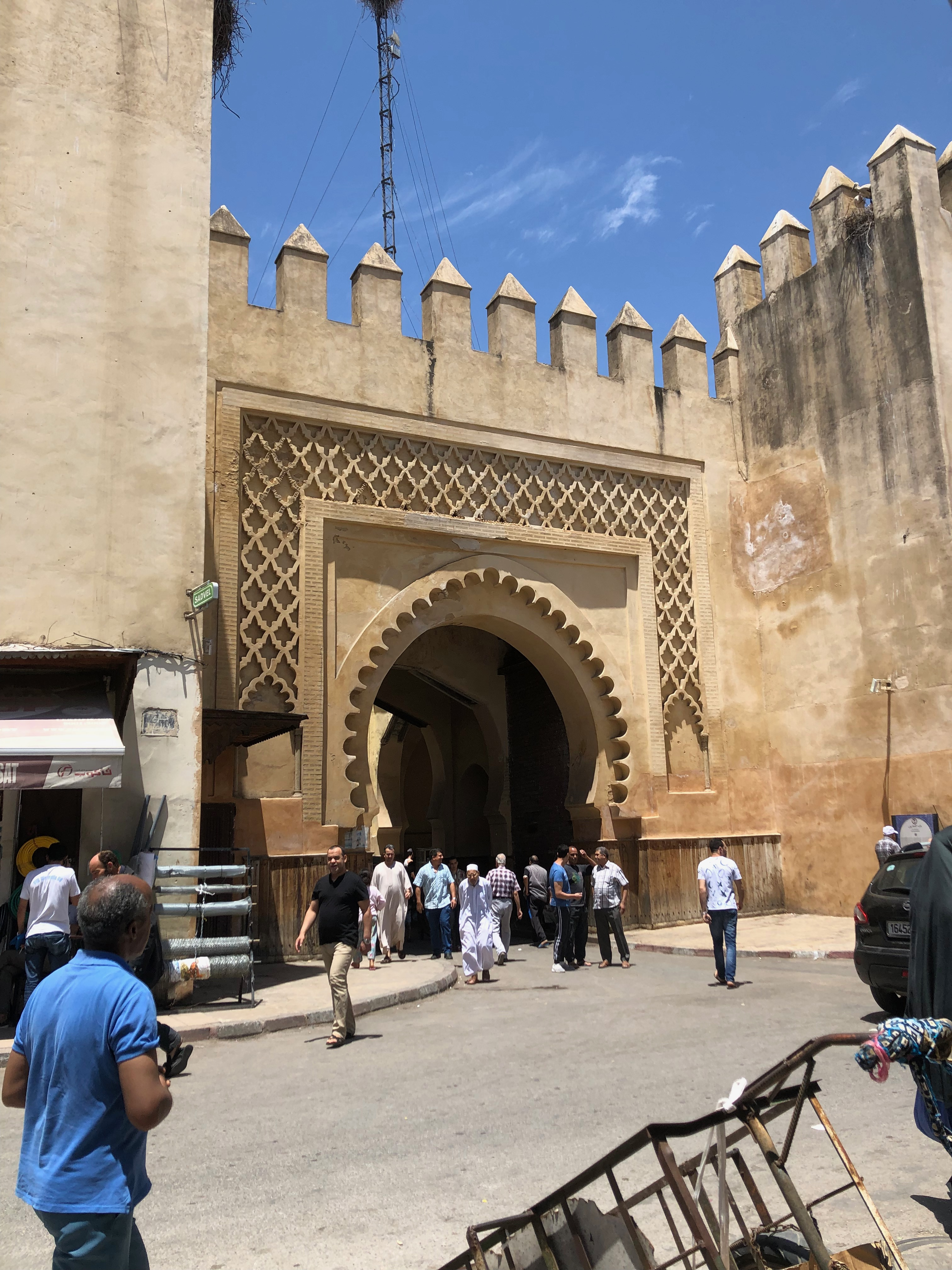
Een ingang van de mellah in Fez, 2019.
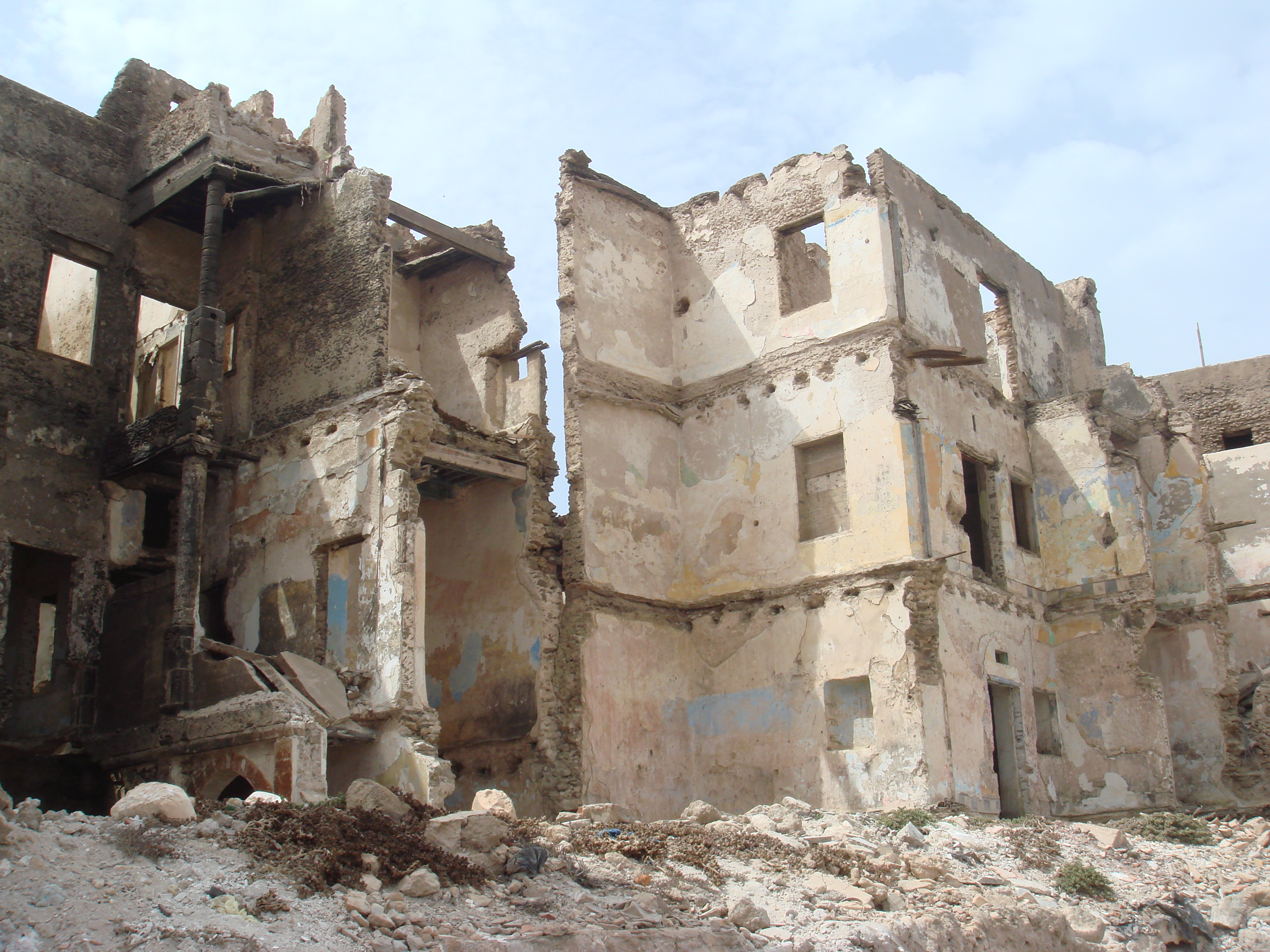
Overblijfselen van de mellah in Essaouira, 2009.
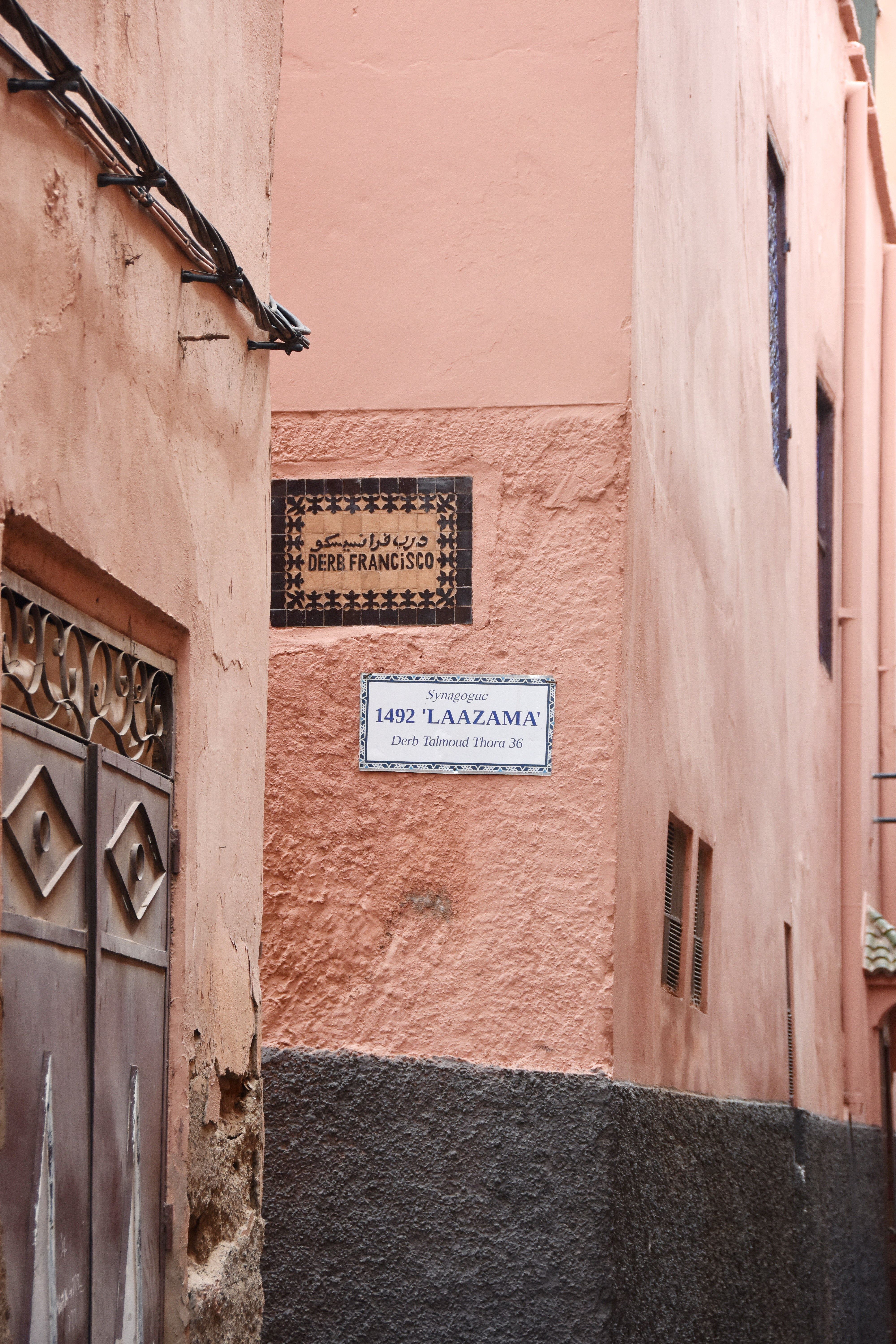
Hoek van de Talmoud Torah-straat en Francisco-straat in de mellah van Marrakesh, 2018.
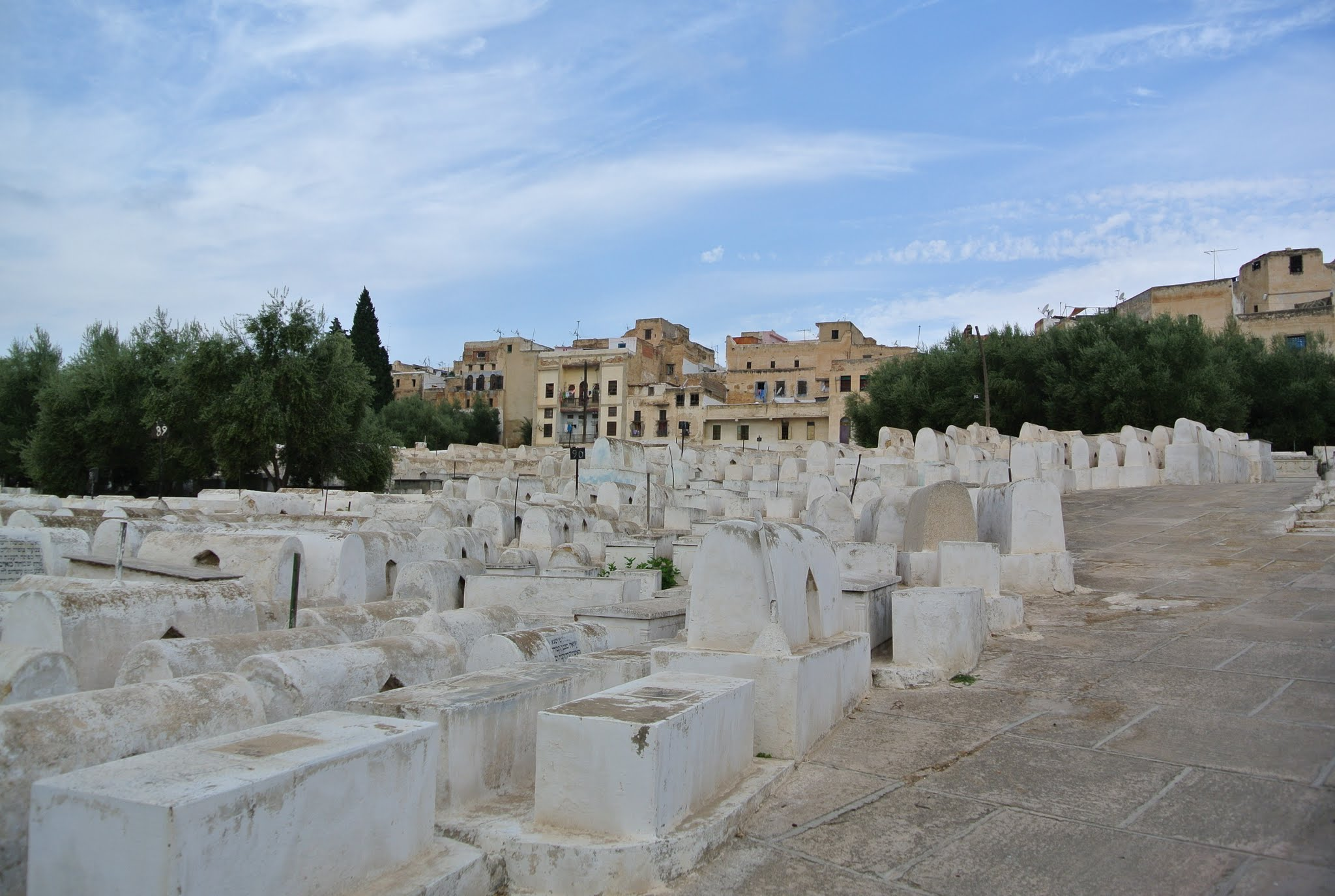
De begraafplaats in de mellah van Fez, 2012.